# Jean Isidore Partarrieu-Lafosse
Jean Isidore Partarrieu-Lafosse est un homme politique français né le 14 décembre 1797 à Bordeaux et mort le 29 septembre 1862 à Paris.

## Biographie
Il est fils de Pierre Partarrieu-Lafosse, député au corps législatif de l'an XI à 1807, né le 16 novembre 1756 à Auros, décédé le 23 juin 1853 à Paris, administrateur du département de la Gironde et de Denise-Sophie Lavaud.
Magistrat, il est député de la Gironde en 1837. Il démissionne quelques mois plus tard et termine sa carrière comme conseiller à la cour d'appel de Paris.
Il meurt le 29 septembre 1862 à Paris 1er, 210 rue de Rivoli, célibataire. Il est inhumé au cimetière Montmartre (15e division) avec ses parents et sa sœur Anne-Marie-Isaure Partarrieu-Lafosse, (1800-1863), célibataire, décédée le 30 août 1863 à Paris 1er.

### Sources
- « Jean Isidore Partarrieu-Lafosse », dans Adolphe Robert et Gaston Cougny, Dictionnaire des parlementaires français, Edgar Bourloton, 1889-1891 [détail de l’édition]